# Veronica kotschyana
Veronica kotschyana är en grobladsväxtart som beskrevs av George Bentham. Veronica kotschyana ingår i släktet veronikor, och familjen grobladsväxter. Inga underarter finns listade i Catalogue of Life.